# فيلافانت
بلدية فيلافانت (بالإسبانية: Vilafant) هي بلدية تقع في مقاطعة جرندة التابعة لمنطقة كتالونيا شمال شرق إسبانيا.

## الديموغرافيا
بلغ عدد سكان بلدية فيلافانت 5.465 نسمة عام 2011 (وفقاً للمعهد الوطني الإسباني للإحصاء).
| 3.467 | 3.834 | 4.359 | 4.852 | 5.193 | 5.416 | 5.465 |